# Мостакева къща
Мостакевата къща (на гръцки: Οικία Λάζαρου Μοστάκη) е къща в град Лерин, Гърция, обявена за паметник на културата.

## Местоположение
Къщата е разположена на улица „Папаконстантинос Неретис“ (поп Константин Нередски) № 17.

## История
Сградата е от началото на XX век. Собственост е на семейство Мостакис.
В 1999 година къщата е обявена за паметник на културата като архитектурен паметник.

## Архитектура
Двуетажната сграда е типичен пример за неокласическа сграда от периода. Организацията на фасадата представлява голям архитектурен и декоративен интерес, особено с комбинацията от архитектурни отвори и декоративни елементи.